# Philippe Debureau
Philippe Debureau, francoski rokometaš, * 25. april 1960, Hinges.
Leta 1992 je na poletnih olimpijskih igrah v Barceloni v sestavi francoske reprezentance osvojil bronasto olimpijsko medaljo.